# バチェロレッテ あの子が結婚するなんて!
『バチェロレッテ あの子が結婚するなんて!』（ - あのこがけっこんするなんて、Bachelorette）は、2012年のアメリカ合衆国のコメディ映画。
タイトルの「バチェロレッテ」とは未婚女性の事を指し、結婚前の未婚の3人組が巻き起こす騒動をコミカルに描いた本作は、元々、監督・脚本を務めたレスリー・ヘッドランドが自ら書き下ろした戯曲の映画化であり、本国では同作品の出演者たちに共感する観客たちの支持を得てヒットした。製作はコメディ俳優として有名なウィル・フェレルと、コメディ映画を得意とするアダム・マッケイ監督。子役から活躍してきたキルステン・ダンストが三十路の「結婚できない女」をユーモラスに演じており、同じく結婚できない問題だらけの友人役にアイラ・フィッシャーとリジー・キャプランが据えられている。その他、そんな3人を尻目にいち早く結婚をすることになった太目の親友役にオーストラリア出身のレベル・ウィルソンほか、ジェームズ・マースデンやアダム・スコットら実力派が脇を固めている。

## ストーリー
レーガン（キルステン・ダンスト）、ケイティ（アイラ・フィッシャー）、ジェナ（リジー・キャプラン）、ベッキー（レベル・ウィルソン）は高校時代の友人同士。ある日、レーガンはカフェでベッキーから「結婚する」との報告を受ける。お世辞にも美人とは言えず、むしろ太めな体型のベッキーに先を越されてしまったことに顔面蒼白となるレーガン。そんなレーガンを前にベッキーは人生の大イベントを喜ぶ反面、不安さもにじませていた。報告を聞いた後、レーガンは早速かつて高校で「美女」の名を馳せた3人組のメンバーに連絡。3人とも、「あのベッキーが…」という反応を見せるも、結婚式の準備のためそれぞれがニューヨークへ集合。同時に式への準備も進んでおり、レーガンはそれを取り仕切る役割を担当。しかし、ジェナとケイティは高校時代から変わっておらず、酒にマリファナをやり放題。仕舞いにはベッキーを祝福する結婚前夜のバチェロレッテ・パーティーで呼んだ男性ストリッパーの失態も相まって、空気を険悪なものにしてしまう。パーティーを早々に終わらせて、3人でかつて高校時代のモテ期の栄光に浸っていたとき、ケイティが翌日使用するウェディングドレスで遊び始めたことから事態は最悪な方向へ。酔っ払いながらふざけてウェディングドレスを破ってしまったのだ。翌日の結婚式までに時間がないことに焦った三人は、夜のニューヨークへ飛び出して、ウェディングドレスの修復に奮闘し始める。
修復のために奔走する中で、3人の恵まれない今の状況が徐々に明らかになって行くと共に新たな恋模様が描かれる。レーガンは仕事に恵まれ、研修医の恋人がいるにもかかわらず、全く結婚できそうにない状況に不満を抱いている。そんな中でレーガンはベッキーの婚約者デイルの親友トレヴァーとふとしたことから関係を持ってしまう。一方、ケイティは薬物に溺れており、自殺未遂を繰り返す生活を送っていた。高校時代から彼女に惹かれていた冴えない男ジョーは、そんなケイティを今でも想い続けているが、ケイティはジョーの名前すら覚えていない。しかし、再び大量の薬物摂取で意識を失ったケイティを必死に救おうとしたジョーにケイティの心も動く。更に、男性関係が乱れているジェナは高校時代の恋人クライドとの再会に心が揺れる。実は高校時代に彼の子を妊娠し、中絶した過去があったのである。しかし、そもそもは幼なじみの親友だった2人は、思い出話に花を咲かせるうちに一夜を共にしてしまう。これによりクライドはジェナへの想いを再燃させる。
ウェディングドレスの件は、裁縫が得意なクライドの母親にジェナが頼むことで何とか修復し、ホテルのクリーニングサービスに無理矢理頼んで綺麗にした後で、ジェナが式場にギリギリのタイミングで持ち込むことで解決する。そして3人は改めて友情を確かめ合い、披露宴に臨む。披露宴の場でクライドはジェナへの愛を皆の前で告白し、2人は結ばれる。ケイティとジョーはいいムードになるが、レーガンはトレヴァーに「なかったこと」にするように目配せする。こうしてベッキーを含めた4人の女性は披露宴でダンスに興じる。

## キャスト
※括弧内は日本語吹替
- レーガン・クロフォード - キルステン・ダンスト（園崎未恵）
- ケイティ・ローレンス - アイラ・フィッシャー（Lynn）
- ジェナ・マイヤース - リジー・キャプラン（小橋知子）
- ベッキー・アーチャー - レベル・ウィルソン（ふしだ里穂）
- トレヴァー・グラハム - ジェームズ・マースデン（玉木雅士）
- ジョー - カイル・ボーンハイマー（小林親弘）
- クライド・ゴッダード - アダム・スコット（茂木たかまさ）
- マニー - アンドリュー・ラネルズ： ケイティの上司。
- ヴィクトリア - アン・ダウド： ベッキーの母親。

## スタッフ
- 監督：レスリー・ヘッドランド
- 脚本：レスリー・ヘッドランド
- 撮影：ダグ・エメット
- 製作：ウィル・フェレル、アダム・マッケイ
- 製作総指揮：ジェシカ・ヘルバウム、ほか
- 音楽：アンドリュー・フェルテンスタイン、ジョン・ナウ
- 編集：ジェフリー・ウルフ
- 衣装デザイン：アンナ・ビンジマン